# دیلونز ران (ویرجینیای غربی)
دیلونز ران (به انگلیسی: Dillons Run) یک منطقهٔ مسکونی در ایالات متحده آمریکا است که در شهرستان همپشر، ویرجینیای غربی واقع شده‌است.